# Hylaea angustata
Hylaea angustata là một loài bướm đêm trong họ Geometridae.